# Nertera yamashitae
Nertera yamashitae là một loài thực vật có hoa trong họ Thiến thảo. Loài này được Yamazaki mô tả khoa học đầu tiên năm 1998.